# CUS Cagliari Pallacanestro 2007-2008
Questa voce raccoglie le informazioni riguardanti il CUS Cagliari Pallacanestro nelle competizioni ufficiali della stagione 2007-2008.

## Stagione
Nella stagione 2007-2008 il CUS Cagliari Pallacanestro partecipa alla Serie A2 femminile.

## Verdetti stagionali
Competizioni nazionali
- Serie A2:

stagione regolare: 9º posto su 16 squadre (15-15);

## Rosa
|    | Naz.              | Ruolo | Sportivo                | Anno | Alt. |  |  |
| -- | ----------------- | ----- | ----------------------- | ---- | ---- |  |  |
| 4  | Italia (bandiera) | AC    | Dora Rivieccio          | 1978 | 180  |  |  |
| 5  | Italia (bandiera) | G     | Alessandra Fidossi      | 1988 | 164  |  |  |
| 6  | Italia (bandiera) | AC    | Federica Aberi          | 1989 | 175  |  |  |
| 7  | Italia (bandiera) | GA    | Madalene Mitongu Ntumba | 1981 | 180  |  |  |
| 8  | Italia (bandiera) | PG    | Sabrina Pacilio         | 1976 | 176  |  |  |
| 9  | Italia (bandiera) | PG    | Laura Betiana Nicolini  | 1975 | 174  |  |  |
| 10 | Italia (bandiera) | G     | Maria Giovanna Noè      | 1978 | 174  |  |  |
| 11 | Italia (bandiera) | AC    | Monica Imperiale        | 1984 | 180  |  |  |
| 12 | Italia (bandiera) | P     | Giulia Villani          | 1990 | 163  |  |  |
| 13 | Italia (bandiera) | P     | Benedetta Abruzzese     | 1989 | 172  |  |  |
| 14 | Italia (bandiera) | A     | Francesca Cottogno      | 1992 | 178  |  |  |
| 15 | Italia (bandiera) | AC    | Federica Brunetti       | 1988 | 184  |  |  |
| 16 | Italia (bandiera) | P     | Marcella Sau            | 1991 | 170  |  |  |
| 19 | Italia (bandiera) | G     | Lidia Oppo              | 1988 | 167  |  |  |
| 20 | Italia (bandiera) | PG    | Alessia Loddo           | 1990 | 165  |  |  |

## Mercato
| Acquisti | Acquisti                | Acquisti         | Acquisti   |
| R.       | Nome                    | da               | Modalità   |
| -------- | ----------------------- | ---------------- | ---------- |
| GA       | Madalene Mitongu Ntumba | Libertas Bologna | definitivo |
| PG       | Sabrina Pacilio         | Virtus Cagliari  | definitivo |
| AC       | Monica Imperiale        | -                | definitivo |

| Cessioni | Cessioni           | Cessioni           | Cessioni       |
| R.       | Nome               | a                  | Modalità       |
| -------- | ------------------ | ------------------ | -------------- |
| AC       | Federica Zudetich  | Virtus Cagliari    | fine contratto |
| PG       | Eleonora Magaddino | Juventus Pontedera | fine contratto |
| AC       | Anita Meloni       | Juventus Pontedera | fine contratto |
| G        | Roberta Secci      | -                  | fine contratto |
| G        | Floreana Piano     | -                  | fine contratto |
| A        | Francesca Strano   | C.P. Rende         | fine contratto |
| G        | Francesca Dedola   | -                  | fine contratto |

## Statistiche

### Statistiche di squadra
| Competizione          | Punti | In casa | In casa | In casa | In casa | In casa | In trasferta | In trasferta | In trasferta | In trasferta | In trasferta | Totale | Totale | Totale | Totale | Totale | Totale |
| Competizione          | Punti | G       | V       | P       | Ptf     | Pts     | G            | V            | P            | Ptf          | Pts          | G      | V      | P      | Ptf    | Pts    | Diff.  |
| --------------------- | ----- | ------- | ------- | ------- | ------- | ------- | ------------ | ------------ | ------------ | ------------ | ------------ | ------ | ------ | ------ | ------ | ------ | ------ |
| Serie A2 - Girone Sud | 30    | 15      | 6       | 9       | 901     | 908     | 15           | 9            | 6            | 966          | 901          | 30     | 15     | 15     | 1867   | 1809   | +58    |